# Jonathan Swift
Jonathan Swift (30. listopadu 1667 Dublin – 19. října 1745 tamtéž) byl anglický spisovatel, satirik, pamfletista, básník a anglikánský kněz, autor fantastického cestopisu Gulliverovy cesty.

## Život
Narodil se v Dublinu anglickým rodičům. Záhy přišel o oba rodiče (otec zemřel před jeho narozením, matka se ho ve třech letech vzdala) a o výchovu se pak staral jeho strýc. Studoval na latinské škole v Kilkenny a v letech 1682–1686 absolvoval s ne příliš dobrým prospěchem dublinskou univerzitu Trinity College. Roku 1688 strýc zemřel a Jonathan s pomocí své matky hledal možnost uplatnění. Odjel do Londýna a stal se tajemníkem anglického státníka, whigistického politika, diplomata a učence sira Williama Templea, který byl manželem matčiny sestřenice. Za svého dlouhého pobytu na Templeově venkovském sídle Moor Park získal značné vzdělání a politický rozhled, poznal řadu osobností a sám začal psát. Pojednáním Bitva knih se zapojil do sporu o přednostech starověké a moderní literatury, v satiře Pohádka o kádi odsoudil korupci v církvi a církevní dogmatismus. Tyto spisy byly tiskem vydány až v roce 1704, ale již v době svého vzniku měly značný ohlas a kolovaly v četných opisech.
Po získání magisterského titulu na univerzitě v Oxfordu se Swift dal vysvětit na kněze Irské církve. Po Templeově smrti roku 1699 působil deset let jako farář v irském Laracoru u Dublinu. Roku 1702 získal na dublinské universitě Trinity College titul doktora teologie. Často také jezdil na delší pobyty do Londýna, kde se díky svým politickým pamfletům stal známou osobností. Publicistická činnost ho přivedla do politické strany whigů. Kolem roku 1710 se s nimi rozešel kvůli rozdílným názorům  na náboženské otázky. Nedokázal u nich vzbudit zájem o problémy chudé irské církve. Přešel k toryům, jejichž představitelům prokazoval neocenitelné služby svými politickými brožurami, pamflety a články v časopise The Examiner, který nějaký čas vedl.  Stal se neoficiálním poradcem dvou toryovských ministrů. Ale ani jejich podpora mu nepomohla získat stálé místo v Anglii, ani se nestal biskupem, jak očekával. Byl jen roku 1713 jmenován děkanem katedrály sv. Patrika v Dublinu a tam od roku 1714 prožil zbytek svého života.
Na několik let přerušil svou literární činnost, obnovil ji až po roce 1720. Pracoval na svém utopistickém  satirickém románu, který vyšel pod titulem Gulliverovy cesty v roce 1726.  Mezitím se angažoval v odporu proti rozhodnutím anglické vlády, poškozujícím irské hospodářství, vydáním anonymních pamfletů s podpisem M.B.Pláteník. Přispěl ke zrušení mincovního patentu a v Dublinu získal značnou popularitu. V dalších ostře ironických spisech a letácích upozorňoval na neutěšený stav Irska.

### Soukromý život
Od roku 1701 měl poměr s Esther Johnsonovou. Seznámil se s ní jako její učitel za svého působení u sira Templea a žila s ním v Irsku až do své smrti roku 1728 (je to známá „Stella“, jak ji jmenoval ve svých četných dopisech).

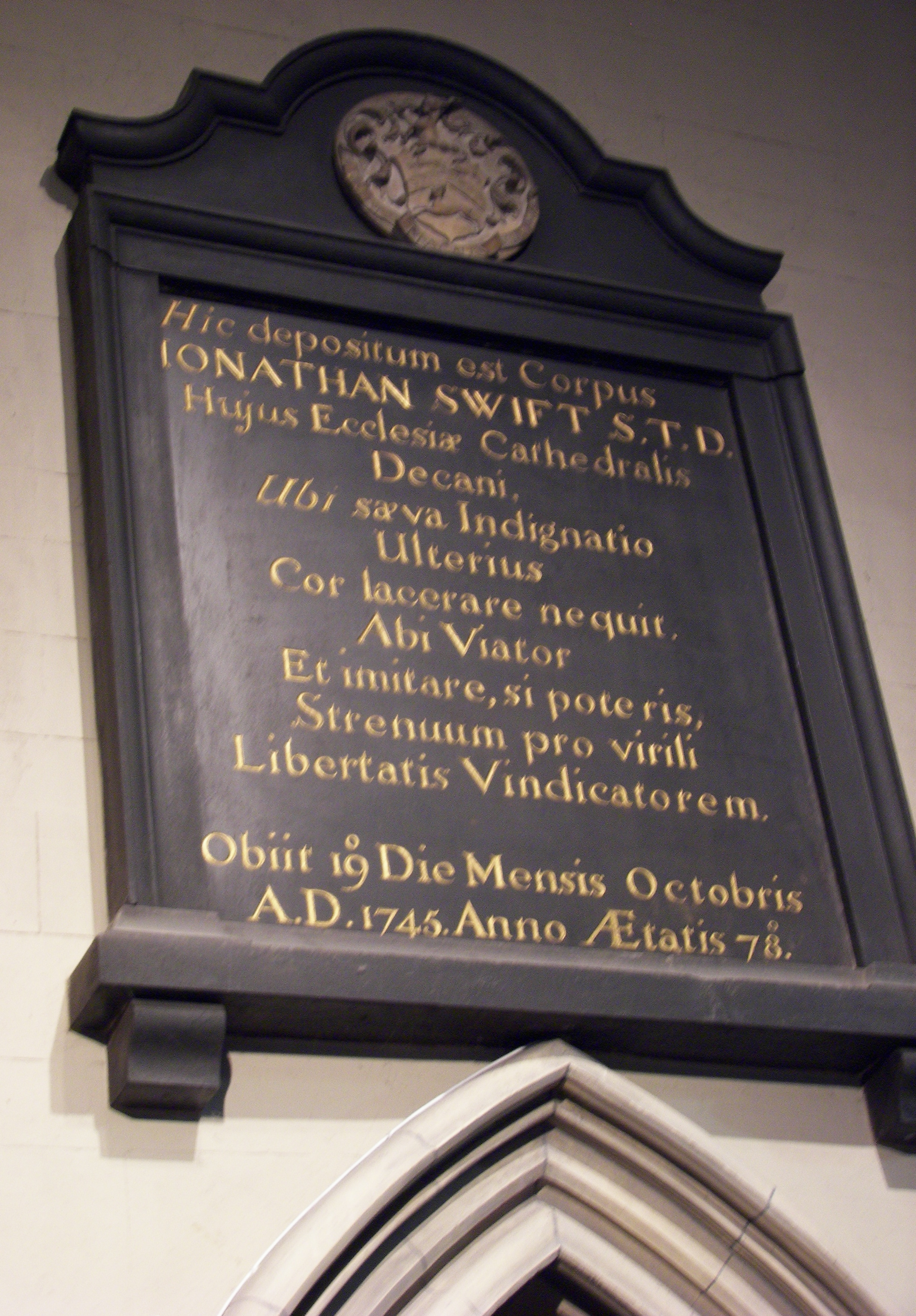
Swiftův epitaf v katedrále sv. Patrika v Dublinu

Kromě ní se Swift ještě blízce stýkal s Ester Vanhomrighovou (dal jí přezdívku „Vanessa“), jež se do něj vášnivě zamilovala, když mu bylo přes čtyřicet (jí bylo o dvacet čtyři let méně). Byla dcerou dublinského obchodníka a purkmistra holandského původu.  I Vanessa šla za ním do Irska, zemřela tam roku 1723, nedlouho poté, co mezi ním a jí došlo k roztržce vzniklé tím, že se dozvěděla o své sokyni a napsala buď jí, nebo jemu list a děkan jí to neodpustil.
Po „Stellině“ smrti se začal čím dál tím více stranit veřejnosti i svých přátel a žil nakonec v úplné odloučenosti. V té době napsal Verše na smrt, v nichž s velkou dávkou sebeironie vylíčil pravdivé události ze svého života. V roce 1738 se Swiftův zdravotní stav prudce zhoršil.  Jeho poslední léta byla poznamenána vleklou chorobou (Ménierův syndrom), při níž ztratil sluch a schopnost řeči. To mělo vliv i na  jeho psychický stav, který jeho okolí označovalo za šílenství. 
Zemřel roku 1745, ve věku 77 let. Byl pohřben ve své vlastní katedrále po boku Esther Johnsonové, v souladu s jeho přáním. Na náhrobní desce je jeho vlastní epitaf. Převážná část jeho jmění byla ponechána na založení nemocnice pro duševně nemocné.

## Dílo
- Ode to the Athenian Society (1692, Óda na athénskou společnost), první Swiftovo vydané dílo,
- The Battle of Books (1704, Bitva knih), satirický pamflet vzniklý jako příspěvek k polemice sira Templea o hodnotě klasických knih proti moderním. V alegorickém prostředí Královské knihovny se odehrává souboj mezi knihami obou skupin. Spor není sice rozhodnut, ale Swiftovy sympatie jsou na straně klasiků.
- A Tale of A Tub (1704, Pohádka o kádi), česky 1911 (Dostupné online.), alegorická próza, která je ostrou kritikou na rozdělení křesťanů do tří církví (anglikánství, katolictví a protestantství) na církevní dogmatismus. Katolická církev zařadila r. 1734 tuto knihu na Index zakázaných knih a v tomto seznamu byla uváděna až do konce 19. století.[5] Teprve v Indexu, jenž byl vydán v roce 1900, byla řada titulů vynechána,[6] mezi nimi i spis Swiftův, který v tomto a v následujících vydáních Indexu již není zmiňován.
- The Journal to Stella (Deník psaný Stelle, psáno 1710–1713, vydáno 1766), šedesát pět dopisů, které Swift adresoval své důvěrné přítelkyni Ester Johnsonové. Česky byly vydány úryvky roku 1953 a 1967.
- Argument against Abolishing Christianity (1711, Rozprava o zrušení křesťanství v Anglii), česky roku 1953.
- The Conduct of the Allies in the Present War (1711, Chování spojenců v současné válce), ostrý pamflet proti britské účasti ve válce o španělské dědictví.
- Conduct Of The Allies (1711, Průvodce pro cizince), politický pamflet kritizující vládu whigů pro její neschopnost ukončit válku s Francií.
- Cadenus and Vanessa (1713, Cadenus a Vanessa), báseň připomínající vzájemný vztah Swifta a Ester Vanhomrighové (Cadenus je přesmyčka latinského slova decanus, tedy děkan)
- Proposal for the Universal Use of Irish Manufacture (1720, Návrh na všeobecné využití irských manufaktur), zde autor vyzývá k bojkotu dovozu anglických látek do Irska.
- Drapier's Letters (1724–1725, Pláteníkovy listy), pět anonymně vydaných listů, které ostře napadly pokus vnutit Irsku znehodnocenou měnu a volaly po stejné svobodě jak pro Iry, tak pro Angličany. Česky byl roku 1953 a 1967 vydán jen Čtvrtý pláteníkův list.

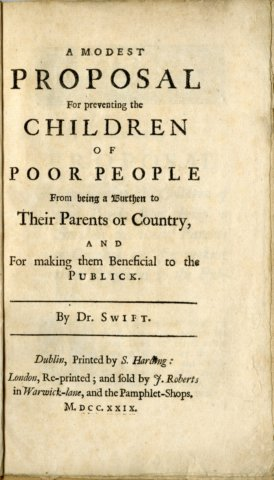
Titulní stránka Swiftova spisu z roku 1729

- Titulní stránka Swiftova spisu z roku 1729Gulliver's Travels (1726, rozšířeno 1735, Gulliverovy cesty), nejslavnější Swiftovo dílo, fantastický cestopis napsaný jako syntéza parodie na dobrodružné příběhy z cest a satiry na lidskou společnost, v němž hlavní hrdina, lodní lékař a později kapitán Lemuel Gulliver, vypráví o neuvěřitelných dobrodružstvích, prožitých u liliputánských trpaslíků, brobdingnackých obrů, hvězdářů na létajícím ostrově Laputa a následně u moudrých koní Hvajninimů. V podtextu knihy jsou satiricky zobrazeny a kritizovány poměry na anglickém královském dvoře v době panování Jiřího I., šarvátky anglických politických stran toryů a whigů a dlouholeté nepřátelství Angličanů a Francouzů. Kniha tak přerůstá v antiutopii zpochybňující moderní racionalitu, civilizaci i představy o nutném pokroku a nadřazeném postavení lidstva v přírodě. Česky bylo dílo poprvé vydáno roku 1852 a od té doby existuje několik desítek českých vydání v různých překladech.
- The Present Miserable State of Ireland (1727, Nynější zuboženost Irska), česky roku 1967.
- A Short View of the State of Ireland (1728, Krátký přehled o tom, jak to s Irskem vypadá), česky roku 1967.
- On the Death of Mrs. Johnson (1928, česky s názvem Jaká byla Stella roku 1953 a 1967), nedokončený fragment vzpomínek na důvěrnou přítelkyni Ester Johnsonovou.
- A Modest Proposal: For Preventing the Children of Poor People in Ireland from Being a Burden to Their Parents or Country, and for Making Them Beneficial to the Public (1729, Skromný návrh, jak předejíti, aby děti irských chuďasů nebyly břemenem svým rodičům i zemi, a jak je udělat prospěšnými pro veřejnost), vrcholný Swiftův satirický pamflet, ve kterém navrhuje, aby děti chudých sloužily jako lahodná potrava pro bohaté. Metafora kanibalismu je zde sarkasmem pranýřujícím bezmezné vykořisťování Irska Angličany. Česky byl pamflet vydán roku 1930, 1953 a 1967.
- On the Death of Dr. Swift (1731, Verše na vlastní smrt), humoristické verše, česky roku 1953 a 1967.

## Česká vydání

### Výběrový přehled vydáníGulliverových cest
- Gulliverovy cesty, Václav Hess, Praha 1852, přeložil Karel Pichler, vydání obsahuje dva díly (Cesta do Liliputu a Cesta do Brobdinknaku).
- Gulliverovy cesty do Liliputu a Brobdignaku, Theodor Mourek, Praha 1875, vypravuje Josef Vojtěch Houška,
- Všudybylovy cesty a dobrodružství v zemi trpaslíků a obrů, B. Stýblo, Praha 1882, vypravuje František Jaroslav Peřina,
- Gulliverovy cesty do země trpaslíků a do země obrů, I.L. Kober, Praha 1900, vypravuje H. Senický, znovu 1926
- Gulliverovy cesty, Šimáček, Praha 1905–1906, vypravuje Bohumil Klika, vydání obsahuje tři díly (Do Liliputu, Do Brobdénňaku a Do země Hujhnhnmů),
- Gulliverovy cesty, Jan Otto, Praha 1910–1911, přeložil Zdeněk Franta, vydání obsahuje všechny čtyři díly (Cesta do Liliputu, Cesta do Brodbingnabu, Cesta do Lapaty, Balnibarby, Luggnaggu, Glubbdubdribbu a Japanu a Cesta do země Hujhnhnmů), znovu 1925.
- Gulliverovy cesty a dobrodružství v zemi trpaslíků a obrů, Alois Hynek, Praha 1911, zpracoval Jaroslav Svákovský, Dostupné online
- Gullivera cestování do mnohých a vzdálených končin světa, Alois Hynek, Praha 1914, přeložil Jan Váňa, znovu 1920 a 1930.
- Cesty k rozličným vzdáleným národům světa ve čtyřech dílech od Lemuela Gulivera, Ladislav Kuncíř, Praha 1929, přeložil Ladislav Vymětal,
- Gulliverovy cesty, Družstevní práce, Praha 1931, přeložil Aloys Skoumal,
- Guliverovy cesty k různým národům světa, Gustav Voleský, Praha 1936, vypravuje B. Hloušková,
- Gulliverovy cesty do země trpaslíků a do země obrů, Vojtěch Šeba, Praha 1937, vypravuje Karel Hermann,
- Guliverovy cesty, Státní nakladatelství, Praha 1946, vypravuje Arnošt Ondrůj,
- Gulliverovy cesty, František Novák, Praha 1947, přeložil František Marek-Müller,
- Gulliverovy cesty, SNDK, Praha 1951, přeložil Aloys Skoumal, znovu 1953, 1955, 1960 a 1965.
- Gulliverovy cesty, SNKLHU, Praha 1958, přeložil Aloys Skoumal, znovu SNKLU 1963 a Odeon 1968.
- Gulliverovy cesty, Albatros, Praha 1970, přeložil Aloys Skoumal, znovu 1975, 1985, 1990 a 2004.
- Gulliverovy cesty, Aventinum, Praha 1997, vypravuje Vratislav Šťovíček, znovu 1999,
- Gulliverovy cesty, Slovart Print, Bratislava 2006–2007, vypravěč neuveden, vydání obsahuje dva díly (Gulliver na Liliputu a Gulliver mezi obry).

### Ostatní vydání
- Pohádka o kádi, K. St. Sokol, Praha 1911, přeložil V. Čeněk. Dostupné online.
- Skromný návrh důstojného Jonathana Swifta, Arnošt Vaněček, Praha 1930, přeložil Aloys Skoumal,
- Výbor z díla, SNKLHU, Praha 1953, výbor uspořádal a přeložil Aloys Skoumal, obsahuje Gulliverovy cesty, Invektivy, Pamflety, Deník (úryvky), Dopisy, Sentence a Verše na vlastní smrt.
- Zakletý duch, Odeon, Praha 1967, výbor z invektiv, pamfletů, dopisů, deníků a bagatel uspořádal a přeložil Aloys Skoumal.

## Zajímavosti
Po Swiftovi je pojmenován kráter Swift na Deimosu.